# Tòa nhà Bảo tàng Quốc gia Slovakia ở Martin
Tòa nhà Bảo tàng Quốc gia Slovakia ở Martin (tiếng Slovakia: Budova Slovenského národného múzea v Martine) (cũng được gọi là Tòa nhà Cũ của Bảo tàng Quốc gia Slovakia) là cơ sở được xây dựng nhằm phục vụ làm trụ sở đầu tiên của Bảo tàng Slovakia, tọa lạc tại Martin, vùng Žilina, Slovakia. Tòa nhà được đặt móng vào ngày 8 tháng 8 năm 1906 và công việc xây dựng được hoàn thành vào năm 1907. Các cuộc triển lãm đầu tiên được tổ chức vào một năm sau đó. Hiện tại, tòa nhà này được sử dụng làm trụ sở của Bảo tàng Andrej Kmeť. Tòa nhà được công nhận là di tích văn hóa quốc gia vào năm 1963.

## Lịch sử
Andrej Kmeť chịu trách nhiệm thành lập Bảo tàng Quốc gia Slovakia ở Martin và đảm trách giám sát công việc xây dựng tòa nhà trụ sở đầu tiên của Bảo tàng. Cách trưng bày trong tòa nhà được thực hiện theo ý của Milan Michal Harminc, người đồng giám sát việc xây dựng.
Các bộ sưu tập của Bảo tàng bao gồm: lịch sử, khảo cổ học, hóa tệ học, động vật học, thực vật học, cổ sinh vật học và khoáng vật học. Ngoài ra, Bảo tàng cũng triển lãm bộ sưu tập dân tộc học và có một phòng trưng bày lượng hình ảnh đáng kể.
Kể từ năm 2004, Bảo tàng Andrej Kmeť trở thành một bộ phận của Bảo tàng Quốc gia Slovakia ở Martin.